# Michaił Dienisow
Michaił Fiodorowicz Dienisow (ros. Михаил Фёдорович Денисов, ur. 28 lutego 1902 we wsi Gruzino w obwodzie nowogrodzkim, zm. 22 czerwca 1973 w Moskwie) – radziecki polityk, ludowy komisarz przemysłu chemicznego ZSRR (1939-1942).
1914-1918 pracował jako robotnik, 1920-1921 w Armii Czerwonej. Od 1926 w WKP(b), 1930 ukończył Leningradzki Instytut Chemiczno-Technologiczny, a 1932 Akademię Wojskowo-Techniczną. 1938 był kierownikiem grupy Komitetu Obrony ZSRR, od listopada 1938 do stycznia 1939 zastępca ministra przemysłu ciężkiego ZSRR, od 24 stycznia 1939 do 26 lutego 1942 ludowy komisarz przemysłu chemicznego ZSRR, następnie zastępca ludowego komisarza. Od 21 marca 1939 do 5 października 1952 zastępca członka KC WKP(b). Od lipca 1942 dyrektor fabryki chemicznej, od 1945 szef Głównego Zarządu Przemysłu Górniczo-Chemicznego Ministerstwa Przemysłu Chemicznego ZSRR, 1948-1952 szef Głównego Zarządu Przemysłu Chemiczno-Farmaceutycznego Ministerstwa Ochrony Zdrowia ZSRR. Od 1952 dyrektor Państwowego Związkowego Instytutu Naukowo-Badawczego i Fabryki Eksperymentalnej Ministerstwa Przemysłu Chemicznego ZSRR, od 1956 na emeryturze.

## Odznaczenia
- Order Lenina (dwukrotnie)
- Order Czerwonego Sztandaru
- Order Czerwonej Gwiazdy (dwukrotnie)